# Baeckea omissa
Baeckea omissa är en myrtenväxtart som beskrevs av Anthony R. Bean. Baeckea omissa ingår i släktet Baeckea och familjen myrtenväxter. Inga underarter finns listade i Catalogue of Life.